# Махмутшевкетпаша (квартал, Бейкоз)
„Махмутшевкетпаша“ (на турски: Mahmutşevketpaşa) е квартал в район „Бейкоз“ в Истанбул, Турция. Намира се в анадолската част на града.